# Distretto di Commonwealth (Grand Bassa)
Il distretto di Commonwealth è un distretto della Liberia facente parte della contea di Grand Bassa.